# Sausalito (Califórnia)
Sausalito é uma cidade norte-americana, localizada na área da baía de São Francisco, no condado de Marin, na Califórnia. Foi incorporada em 4 de setembro de 1893.
Situa-se a 13 quilômetros na direção sul-sudoeste de São Rafael, a uma altitude de 4 metros. A comunidade está localizada próximo da extremidade norte da Ponte Golden Gate, e antes da construção da ponte servia como estação final para o transporte público ferroviário, rodoviário e das balsas que operavam na cidade.

## História
Tendo se desenvolvido rapidamente após servir como estaleiro durante a Segunda Guerra Mundial, o caráter industrial da cidade deu lugar, no período posterior à guerra, a uma reputação como enclave de aristas e uma pitoresca comunidade residencial (que inclui um grande número de casas flutuantes) e destino turístico. A cidade é praticamente cercada por terras protegidas pelo governo federal, a Área de Recreação Nacional da Golden Gate.

## Geografia
De acordo com o United States Census Bureau, a cidade tem uma área de 5,8 km², onde 4,6 km² estão cobertos por terra e 1,3 km² por água.

## Demografia
Segundo o censo nacional de 2010, a sua população é de 7 061 habitantes e sua densidade populacional é de 1 540,26 hab/km². Possui 4 536 residências, que resulta em uma densidade de 989,47 residências/km².